# Steve Daines

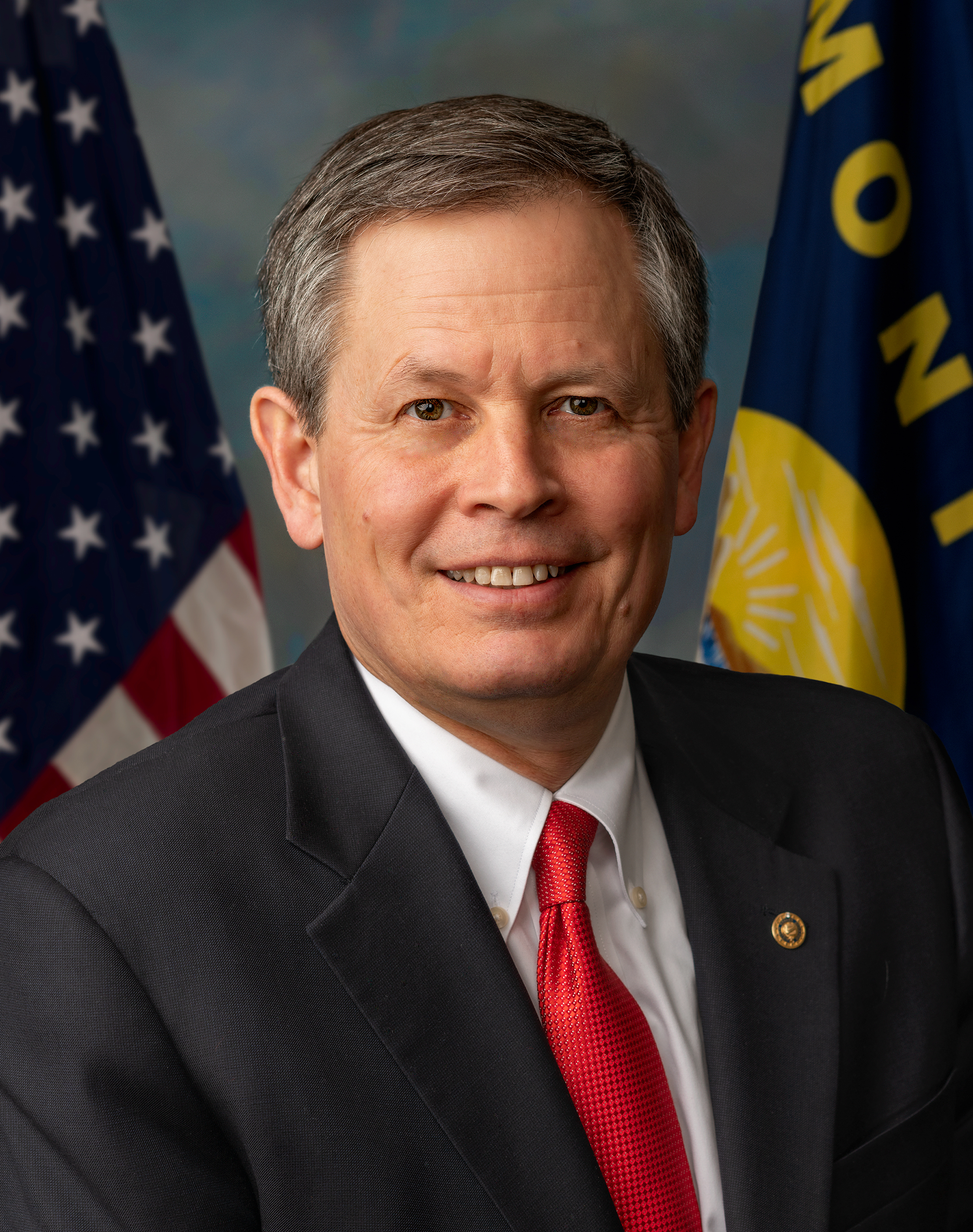
Steve Daines (2019)

Steven David „Steve“ Daines (* 20. August 1962 in Van Nuys, Kalifornien) ist ein US-amerikanischer Politiker (Republikanische Partei). Seit 2015 vertritt er den Bundesstaat Montana im US-Senat; zuvor hatte er seit 2013 dem Repräsentantenhaus der Vereinigten Staaten angehört.

## Werdegang
Steve Daines besuchte die Bozeman High School in Montana und studierte danach bis 1984 an der Montana State University in Bozeman, wo er zum Chemieingenieur ausgebildet wurde. Danach arbeitete er 13 Jahre lang für den in Cincinnati ansässigen Konsumgüterkonzern Procter & Gamble. Dabei war er sechs Jahre lang in China für dieses Unternehmen tätig. Im Jahr 1997 verließ er Procter & Gamble, um in die familieneigene Baufirma einzutreten. Seit 2000 arbeitete er für die Softwarefirma RightNow Technologies, die in Bozeman ansässig war. Er wurde deren Vizepräsident für Nordamerika und den asiatisch-pazifischen Raum. Politisch schloss er sich der Republikanischen Partei an. Er war ein Anhänger von Präsident Ronald Reagan. Im August 1984 war er Delegierter zur Republican National Convention in Dallas, auf der Reagan zur Wiederwahl nominiert wurde. Im Jahr 2008 kandidierte er erfolglos für das Amt des Vizegouverneurs von Montana.
Bei den Kongresswahlen des Jahres 2012 wurde Daines im staatsweiten Wahlbezirk von Montana in das US-Repräsentantenhaus in Washington, D.C. gewählt, wo er am 3. Januar 2013 die Nachfolge von Denny Rehberg antrat, der sich erfolglos um einen Sitz im US-Senat bewarb. Bei der Wahl kam er auf 53 Prozent der Wählerstimmen gegen 43 Prozent, die Kim Gillian von der Demokratischen Partei erreichte. Im Kongress wurde er daraufhin Mitglied im Ausschuss für Innere Sicherheit, im Ausschuss für natürliche Ressourcen und im Ausschuss für Verkehr und Infrastruktur. Im November 2014 trat Daines bei der Wahl zum US-Senat an und errang gegen die Demokratin Amanda Curtis den Sitz des nicht mehr kandidierenden John Walsh, woraufhin er am 3. Januar 2015 innerhalb des Kongresses in den Senat wechselte. 2020 erfolgte seine Wiederwahl.
Daines ist ein Unterstützer des SAFE Banking Act.
Steve Daines ist verheiratet und hat vier Kinder. Er lebt in Bozeman.